# Ciré-d'Aunis
Ciré-d'Aunis är en kommun i departementet Charente-Maritime i regionen Nouvelle-Aquitaine i västra Frankrike. Kommunen ligger  i kantonen Aigrefeuille-d'Aunis som ligger i arrondissementet Rochefort. År 2022 hade Ciré-d'Aunis 1 560 invånare.

## Befolkningsutveckling
Antalet invånare i kommunen Ciré-d'Aunis
Referens:INSEE